# Charly (chanson)
Pour les articles homonymes, voir Charly.
Singles de Prodigy
Everybody in the Place
(1991)
Clip vidéo
[vidéo] « Charly », sur YouTube
Charly est une chanson du groupe britannique Prodigy sortie comme leur premier single.
Le single sort au Royaume-Uni le 12 août 1991 sur le label XL Recordings. Il débute à la 9e place du classement officiel des ventes de singles britannique pour la semaine du 19 au 24 août. Deux semaines plus tard, il atteint sa meilleure position à la 3e place, où il reste encore une semaine.
Cette chanson est ensuite parue sur le premier album de Prodigy, Experience, sorti le 28 septembre de l'année suivante (1992).

## Classements
| Classement (1991)              | Meilleure position |
| ------------------------------ | ------------------ |
| Royaume-Uni (UK Singles Chart) | 3                  |